# Jakszyce (rejon klecki)
Jakszyce (biał. Якшычы, Jakszyczy; ros. Якшичи, Jakszyczi) – wieś na Białorusi, w obwodzie mińskim, w rejonie kleckim, w sielsowiecie Szczepicze.

## Historia
W XIX i w początkach XX w. położone były w Rosji, w guberni mińskiej, w powiecie słuckim, w gminie Kleck. 
W dwudziestoleciu międzywojennym leżały w Polsce, w województwie nowogródzkim, w powiecie nieświeskim, w gminie Kleck. W 1921 miejscowość liczyła 497 mieszkańców, zamieszkałych w 88 budynkach, wyłącznie Polaków. 387 mieszkańców było wyznania prawosławnego, 105 rzymskokatolickiego i 5 mojżeszowego.
Po II wojnie światowej w granicach Związku Sowieckiego. Od 1991 w niepodległej Białorusi.